# Mary Astor
Mary Astor, echte naam Lucile Vasconcellos Langhanke (Quincy (Illinois), 3 mei 1906 – Woodland Hills, 25 september 1987), was een Amerikaanse actrice.

## Biografie
Mary Astors vader was een Duitse immigrant. Op 14-jarige leeftijd werd ze opgemerkt door mensen uit Hollywood, die toevallig aanwezig waren bij een van de schoonheidswedstrijden waaraan ze regelmatig meedeed. Al snel tekenden haar vader en moeder samen met hun dochter een contract.
Haar eerste film "Scarecrow" uit 1920, waarin ze een kleine rol speelde, was het begin van een leven als actrice in de spotlights. In 1924 ontmoette ze tijdens de opnames voor een nieuwe film John Barrymore, met wie ze een affaire begon. Deze affaire was geen lang leven beschoren en in 1926 verliet ze hem.
In de tijd dat de eerste geluidsfilms werden opgenomen viel Mary direct op doordat ze een goede stem had en ook op het doek goed overkwam.
In haar latere jaren speelde ze nog mee in diverse films, maar na de dood van haar eerste man, Kenneth Hawks (die overleed door een vliegtuigongeluk), een alcoholverslaving en hartfalen ging ze het wat rustiger aan doen.
Mary overleed op 81-jarige leeftijd aan de gevolgen van een hartaanval in Woodland Hills.

## Filmografie (selectie)
- 1925: Don Q Son of Zorro
- 1926: Don Juan
- 1931: The Royal Bed
- 1931: The Sin Ship
- 1931: Behind Office Doors
- 1932: Red Dust
- 1933: The Kennel Murder Case
- 1935: Page Miss Glory
- 1936: And So They Were Married
- 1936: Trapped by Television
- 1936: Dodsworth
- 1937: The Prisoner of Zenda
- 1937: The Hurricane
- 1938: Listen, Darling
- 1938: Paradise for Three
- 1939: Midnight
- 1940: Brigham Young
- 1941: The Great Lie
- 1941: The Maltese Falcon
- 1942: In This Our Life
- 1942: Across the Pacific
- 1942: The Palm Beach Story
- 1943: Thousands Cheer
- 1944: Meet Me in St. Louis
- 1947: Desert Fury
- 1947: Cass Timberlane
- 1948: Act of Violence
- 1949: Little Women
- 1949: Any Number Can Play
- 1956: A Kiss Before Dying (1956)
- 1964: Hush... Hush, Sweet Charlotte